# Museu per la Pau de Gernika
El Museu per la Pau de Gernika és un museu creat a Gernika l'any 1998 per l'Ajuntament, on s'explicava la història local centrant-se en el bombardeig sofert per aquesta població durant la Guerra Civil. L'any 2003 es reobre el nou museu com a Fundació, de la que formen part Diputació, Govern Basc i Ajuntament, i l'espai pren un nou impuls (nou projecte museogràfic, pertinença del museu a xarxes internacionals...). El principal objectiu del museu és el treball al voltant de la cultura de la pau a partir d'un fet dramàtic de la història recent de Gernika: el bombardeig contra la seva població el 26 d'abril de 1937 durant la Guerra Civil Espanyola.

## Exposició permanent
L'exposició permanent del Museu per la Pau gira a l'entorn de 3 preguntes: Què és la pau?; Què va passar a Gernika en un moment d'absència de pau?; Què passa actualment amb la pau al món? El que interessa és l'educació per la pau reflexionant des de la tragèdia del bombardeig de Gernika. El museu disposa d'espais per a exposicions temporals, totes al voltant de l'eix de la cultura per la pau, i ofereix també exposicions itinerants. Cal destacar el Centre de Documentació sobre el bombardeig de Gernika que, a més d'aconseguir aglutinar documentació sobre la història de Gernika, la Guerra Civil espanyola i l'exili i, sobretot, el bombardeig de Gernika, disposa de l'important fons personal de Herbert R. Southworth, que fou el principal estudiós del bombardeig de Gernika i un dels màxims especialistes sobre la Guerra Civil espanyola.

## Context
La Guerra Civil espanyola, camp de batalla també de les principals potències europees i que prefigura la futura Segona Guerra Mundial, és el lloc que l'Alemanya nazi utilitza com a camp de proves del seu desenvolupament militar. El cop d'estat militar del general Franco fou recolzat per la Itàlia feixista de Mussolini i l'Alemanya nazi de Hitler, que enviaren tropes, armament, vaixells i avions militars en suport de l'aixecament franquista contra la democràcia. Gernika fou clarament un camp de proves. Les aviacions alemanya i italiana van bombardejar el 26 d'abril de 1937 durant 3 hores seguides aquesta petita ciutat símbol del nacionalisme basc. Es tracta del primer assaig de guerra total de la història contra població civil. Es calculen al voltant de 250 morts. El foc va destruir la pràctica totalitat de la ciutat i la propaganda franquista va atribuir el bombardeig a les forces republicanes. El bombardeig de Gernika va passar a la història des del moment en què es va produir; primer de tot, per l'horror que suposà i després, per la utilització que se'n va fer: el govern republicà, en l'Exposició Internacional de París de 1937, convidà Pablo Picasso al seu pavelló, on el pintor va presentar el quadre que esdevindria el càntic internacional contra l'horror de les guerres: el Guernica.